# Santo Trafficante Sr.
Santo Trafficante (Cianciana, 28 maggio 1886 – Tampa, 11 agosto 1954) è stato un mafioso italiano, uno dei boss mafiosi di cosa nostra statunitense, capo della Famiglia Trafficante dagli anni venti, fino agli anni cinquanta.
Era il fratello di Epifanio "Fano" Trafficante e cognato di Joseph Cacciatore.

## Biografia
Nato a Cianciana, in provincia di Agrigento, all'età di 18 anni nel 1904, come tanti suoi compaesani emigra in America, nella città di Tampa, in Florida, dove da parecchi anni si era stabilita una folta comunità di Ciancianesi; in poco tempo diventa un "uomo d'onore" della cosca mafiosa locale. Un paio d'anni dopo sposa una compaesana, Maria Giuseppina Cacciatore, da cui ha cinque figli, che saranno tutti coinvolti nelle organizzazioni criminali: Santo, Frank, Salvatore, Enrico ed Epifanio. Alla fine degli anni dieci gli viene affidata la gestione della bolita, la lucrosa lotteria di scommesse illegali della città.
All'inizio degli anni venti, con l'inizio del proibizionismo, espande gli affari in tutta la Florida e mantiene i contatti con i mafiosi delle altre città come Charlie Luciano, Tommy Lucchese, Joe Profaci e Vincent Mangano. Nel 1940 Ignazio Antinori, vecchio boss della Famiglia di Tampa, viene assassinato e Trafficante viene messo alla guida della "Famiglia". Il boss espande gli affari in California, a Las Vegas e soprattutto a Cuba, dove nel 1946 manda suo figlio Santo a gestire i casinò di proprietà della cosca. Come attività legale era il proprietario di una fiorente fabbrica di sigari in città. Dopo una lunga malattia muore nel 1954, a 68 anni. A succedergli alla guida della "cosca" sarà suo figlio Santo Trafficante Jr.

## Mafiosi associati
Trafficante aveva rapporti di affari, alleanza e collaborazione con i seguenti mafiosi:
- Tampa
  - Ignazio Antinori
  - James Lumia
  - Salvatore Italiano
  - Alfonso Diecidue
  - Gaetano Mistretta
  - Sam Scaglione
  - Joseph Cacciatore, suo cognato
- Miami
  - Meyer Lansky
  - Jacob Lansky
- San Francisco
  - Epifanio "Fano" Trafficante, suo fratello
- New York
  - Joe Profaci
  - Tommy Lucchese
  - Vincent Mangano
- Cuba
  - Santo Trafficante Jr., suo figlio
- Sicilia
  - Charlie Luciano
  - Cola Gentile
  - Giuseppe Settecasi

## Fonti
- Dietche, Scott M. Cigar City Mafia: A Complete History of The Tampa Underworld. Barricade Books, 2004